# Galumna parviporosa
Galumna parviporosa är en kvalsterart som beskrevs av J. och P. Balogh 1983. Galumna parviporosa ingår i släktet Galumna och familjen Galumnidae. Inga underarter finns listade i Catalogue of Life.